# Harry Potter và Hoàng tử lai (phim)
Harry Potter và Hoàng tử lai (tựa gốc tiếng Anh: Harry Potter and the Half-Blood Prince) là một bộ phim giả tưởng năm 2009 của đạo diễn David Yates và được phát hành bởi Warner Bros. Pictures. Phim dựa trên cuốn tiểu thuyết cùng tên năm 2005 của J. K. Rowling. Bộ phim, là phần thứ sáu trong loạt phim Harry Potter, do Steve Kloves viết kịch bản, David Heyman và David Barron sản xuất. Phim có sự tham gia của Daniel Radcliffe trong vai Harry Potter, cùng với Rupert Grint và Emma Watson trong vai những người bạn thân nhất của Harry là Ron Weasley và Hermione Granger tương ứng. Câu chuyện kể về năm thứ sáu của Harry tại Hogwarts khi anh nhận được một cuốn sách giáo khoa bí ẩn, phải lòng và cố gắng lấy lại một ký ức nắm giữ chìa khóa cho sự sụp đổ của Chúa tể Voldemort. Phim là phần tiếp theo của Harry Potter và Hội Phượng hoàng (2007) và được nối tiếp bởi Harry Potter và Bảo bối Tử thần – Phần 1 (2010).
Phim bắt đầu quay vào ngày 24 tháng 9 năm 2007, dẫn đến việc bộ phim được công chiếu trên toàn thế giới vào ngày 15 tháng 7 năm 2009. Với kinh phí ước tính là 250 triệu đô la, đây là một trong những bộ phim tốn kém nhất từng được thực hiện và là bộ phim đắt nhất trong loạt phim Harry Potter. Harry Potter và Hoàng tử lai công chiếu tại London vào ngày 7 tháng 7 năm 2009 và được phát hành rạp trên toàn thế giới vào ngày 15 tháng 7. Bộ phim được phát hành đồng thời tại các rạp chiếu phim thông thường và IMAX 3D ở khắp mọi nơi ngoại trừ Bắc Mỹ, nơi mà việc phát hành IMAX của nó đã bị trì hoãn trong hai tuần.
Bộ phim là một thành công lớn về mặt thương mại, phá vỡ kỷ lục về doanh thu trong một ngày lớn nhất trên toàn thế giới. Trong năm ngày, bộ phim đã kiếm được 394 triệu đô la, phá vỡ kỷ lục về doanh thu cao nhất trong năm ngày trên toàn thế giới. Với tổng doanh thu 934 triệu đô la, đây từng là phim có doanh thu cao thứ tám mọi thời đại và là phim có doanh thu cao thứ hai trong năm 2009 (sau Avatar).
Bộ phim đã nhận được những đánh giá tích cực, với những lời khen ngợi về cốt truyện, sức nặng cảm xúc, kỹ xảo điện ảnh và diễn xuất. Bộ phim đã được đề cử tại Giải Oscar lần thứ 82 cho Quay phim xuất sắc nhất và Giải thưởng Điện ảnh Viện Hàn lâm Anh lần thứ 63 cho Hiệu ứng hình ảnh đặc biệt xuất sắc nhất và Thiết kế sản xuất xuất sắc nhất.
Phần tiếp theo của phim là Harry Potter và Bảo bối Tử thần – Phần 1 vào năm 2010.

## Nội dung
Chúa tể Voldemort siết chặt Thế giới Phù thủy và Muggle: các Tử thần Thực tử của hắn bắt cóc Ollivander và phá hủy Cầu Thiên niên kỷ của London. Với việc Lucius Malfoy bị giam giữ ở Azkaban, Voldemort chọn con trai hắn, Draco Malfoy, để thực hiện một nhiệm vụ bí mật tại Hogwarts. Mẹ của Draco, Narcissa, và dì Bellatrix Lestrange tìm kiếm Severus Snape, người đã lấy được lòng tin của họ bằng cách tuyên bố mình là một con chuột chũi trong Hội Phượng hoàng. Snape đưa ra lời thề không thể phá vỡ cùng với Narcissa để bảo vệ Draco và hoàn thành nhiệm vụ của mình nếu anh thất bại.
Harry Potter đồng hành cùng Albus Dumbledore để thuyết phục cựu giáo sư Độc dược Horace Slughorn trở lại Hogwarts. Sau đó, tại Hang Sóc, Harry gặp lại những người bạn thân nhất của mình là Ron Weasley và Hermione Granger. Tại Hẻm Xéo, họ nhìn thấy Draco và Narcissa Malfoy, và theo họ vào Hẻm Knockturn. Cặp đôi gặp gỡ các Tử thần Thực tử, bao gồm cả người sói Fenrir Greyback, tại tiệm Borgin & Burke. Harry tin rằng Draco bây giờ là một Tử thần Thực tử, nhưng Ron và Hermione thì nghi ngờ. Trên tàu tốc hành Hogwarts, Harry lẻn vào cỗ xe Slytherin mặc Áo choàng tàng hình để do thám Malfoy. Malfoy nhận ra và làm Harry hóa đá, để lại anh trên tàu. Luna Lovegood tìm thấy anh và hóa giải câu thần chú của Draco.
Harry phát hiện ra rằng cuốn sách giáo khoa Độc dược đã sử dụng của mình chứa đầy những ghi chú và phép thuật hữu ích được thêm vào bởi "Hoàng tử lai". Sử dụng nó, Harry vượt trội trong lớp, gây khó chịu cho Hermione và gây ấn tượng với Slughorn, người đã trao cho anh ta một lọ thuốc Liquid Luck. Ron gia nhập đội Quidditch nhà Gryffindor ở vị trí Thủ môn và bắt đầu hẹn hò với Lavender Brown, khiến Hermione buồn bã. Harry an ủi Hermione trong khi thừa nhận tình cảm của mình dành cho Ginny Weasley. Harry dành kỳ nghỉ Giáng sinh với gia đình Weasley. Những nghi ngờ của anh ấy về Draco đã bị xóa bỏ bởi Hội, nhưng Arthur Weasley tiết lộ rằng nhà Malfoy có thể quan tâm đến Tủ Biến tại tiệm Borgin & Burke. Bellatrix và Greyback tấn công và phá hủy Hang Sóc.
Tại Hogwarts, cụ Dumbledore nhờ Harry lấy lại ký ức của Slughorn về Voldemort thời trẻ. Slughorn đã từ chối việc đưa ra một ký ức chính xác. Sau khi Ron vô tình uống phải lọ tình dược dành cho Harry, Harry đã đưa cậu đến Slughorn để chữa trị. Slughorn cung cấp cho các cậu bé một số đồng cỏ ông ấy đã dự định như một món quà cho cụ Dumbledore. Ron bị ngộ độc khi nhấm nháp nó. Suy nghĩ nhanh của Harry đã cứu Ron. Khi đang hồi phục trong phòng y tế, Ron thì thầm tên Hermione, khiến Lavender chấm dứt mối quan hệ của họ. Harry đối mặt với Draco về đồng cỏ nhiễm độc và cả chiếc vòng cổ bị nguyền rủa suýt giết chết Katie Bell. Một cuộc đấu tay đôi nổ ra, và Harry sử dụng một trong những lời nguyền của Hoàng tử lai mà không biết đó là gì. Lời nguyền khiến Malfoy bị thương nặng, và anh chỉ được cứu khi Snape đến kịp thời và đảo ngược lời nguyền. Lo sợ cuốn sách chứa Phép thuật Hắc ám, Ginny thuyết phục Harry giấu nó trong Căn phòng Yêu cầu. Sau đó, họ chia sẻ nụ hôn đầu tiên của họ.
Harry sử dụng lọ thuốc Phúc lạc dược của mình để thuyết phục Slughorn miễn cưỡng đưa ký ức mà cụ Dumbledore cần. Xem trong Chậu Tưởng ký, Dumbledore và Harry tìm hiểu Voldemort tìm kiếm thông tin về Trường sinh linh giá, những vật thể ma thuật chứa mảnh linh hồn của một phù thủy để bất tử. Cụ Dumbledore phỏng đoán Voldemort đã chia linh hồn của mình thành sáu Trường sinh linh giá, hai trong số đó đã bị phá hủy: nhật ký của Tom Riddle và chiếc nhẫn của Marvolo Gaunt. Họ đi đến một hang động nơi Harry hỗ trợ cụ Dumbledore uống một lọ thuốc có giấu một Trường sinh linh giá khác, chiếc mề đay của Slytherin.
Cụ Dumbledore suy yếu đã bảo vệ cả ông và Harry khỏi Đội quân Âm Binh dưới mặt nước bằng cách tạo ra một vòng lửa, và đưa họ trở lại Hogwarts, nơi Bellatrix, Greyback và các Tử thần Thực tử khác đã vào qua Tủ Biến trong Phòng Yêu cầu mà Draco đã bí mật kết nối với một chiếc trong Hẻm Knockturn. Khi Harry ẩn náu, Draco xuất hiện và tước vũ khí của hiệu trưởng, tiết lộ rằng Voldemort đã chọn hắn để giết Dumbledore. Draco do dự; Snape, tuy nhiên, đến và giết Dumbledore. Khi các Tử thần Thực tử trốn thoát, Snape tiết lộ với Harry rằng ông là Hoàng tử lai.
Khi học sinh và nhân viên Hogwarts thương tiếc cái chết của cụ Dumbledore, Harry nói với Ron và Hermione rằng chiếc mề đay là giả và chứa một thông điệp từ "R.A.B.", kẻ đã đánh cắp Trường sinh linh giá thật với ý định phá hủy nó. Harry, Ron và Hermione đồng ý từ bỏ năm học cuối cùng ở Hogwarts để săn tìm những Trường sinh linh giá còn lại.

## Diễn viên
- Daniel Radcliffe trong vai Harry Potter: Một phù thủy người Anh 16 tuổi hiện đang bước vào năm thứ sáu tại Trường Phù thủy và Pháp sư Hogwarts.
- Rupert Grint trong vai Ron Weasley: Một trong hai người bạn thân nhất của Harry.
- Emma Watson trong vai Hermione Granger: Một trong hai người bạn thân nhất của Harry.
- Bonnie Wright trong vai Ginny Weasley: Em gái của Ron và bạn gái của Harry
- Helena Bonham Carter trong vai Bellatrix Lestrange: Một trong những Tử thần Thực tử chính của Voldemort và là dì của Draco Malfoy.
- Jim Broadbent trong vai Horace Slughorn: Bậc thầy Độc dược mới được bổ nhiệm, người đã giữ chức vụ trước đó thuộc về Severus Snape.
- Robbie Coltrane trong vai Rubeus Hagrid: Người gác cổng Hogwarts và giáo viên Chăm sóc Sinh vật Huyền bí tại Hogwarts.
- Warwick Davis trong vai Filius Flitwick: Bậc thầy Bùa chú và người đứng đầu Nhà Ravenclaw.
- Tom Felton trong vai Draco Malfoy: Đối thủ của Harry và người nhận nhiệm vụ bí mật của Voldemort.
- Michael Gambon trong vai Albus Dumbledore: Hiệu trưởng trường Hogwarts
- Alan Rickman trong vai Severus Snape: Cựu giáo viên môn Độc dược, hiện là giáo viên môn Phòng chống Nghệ thuật Hắc ám và là người đứng đầu Nhà Slytherin.
- Maggie Smith trong vai Minerva McGonagall: Giáo viên dạy môn Biến hình của Hogwarts, hiệu phó và người đứng đầu Nhà Gryffindor.
- Timothy Spall trong vai Peter Pettigrew: Tử thần Thực tử đã phản bội cha mẹ của Harry để đến với Voldemort; Pettigrew không có lời thoại nào trong phim này, nhưng xuất hiện như một người hầu ở nhà Snape.
- David Thewlis trong vai Remus Lupin: Một thành viên của Hội Phượng hoàng và là cựu giáo viên Phòng chống Nghệ thuật Hắc ám của Harry.
- Julie Walters trong vai Molly Weasley: Mẫu hệ Weasley và là mẹ nuôi của Harry

Gemma Jones đã trở lại với vai diễn bảo bối của Hogwarts, Poppy Pomfrey. Mark Williams đóng vai chồng của Molly, Arthur, một thành viên của Hội Phượng hoàng, trong khi Natalia Tena đóng vai thành viên Nymphadora Tonks. James và Oliver Phelps đóng vai anh chị em của Ron là Fred và George, trong khi Devon Murray, Alfred Enoch and Matthew Lewis đóng vai các học sinh Nhà Gryffindor Seamus Finnigan, Dean Thomas và Neville Longbottom. Evanna Lynch and Katie Leung đóng vai hai học sinh Nhà Ravenclaw Luna Lovegood và Cho Chang. Jamie Waylett và Joshua Herdman đóng vai học sinh Nhà Slytherin Vincent Crabbe và Gregory Goyle. Jessie Cave, Anna Shaffer và Freddie Stroma cũng lần lượt vào vai các học sinh Nhà Gryffindor là Lavender Brown, Romilda Vane và Cormac McLaggen, trong khi Rob Knox học sinh Nhà Ravenclaw Marcus Belby. Helen McCrory đóng vai Narcissa Malfoy, mẹ của Draco và em gái của Bellatrix, trong khi David Legeno đóng vai người sói Fenrir Greyback. Hero Fiennes-Tiffin đóng vai Tom Riddle năm 11 tuổi, cùng với Frank Dillane đóng vai phiên bản 16 tuổi của hắn.

## Sản xuất

### Phát triển và tuyển diễn viên
Trước khi David Yates chính thức được chọn làm đạo diễn cho bộ phim, nhiều đạo diễn đã bày tỏ mong muốn được đảm nhận vị trí chỉ đạo này. Alfonso Cuarón, đạo diễn của phần ba, nói rằng ông "rất muốn có cơ hội" trở lại. Đạo diễn Mike Newell của Chiếc cốc lửa đã từ chối vị trí đạo diễn bộ phim thứ năm, và không được tiếp cận cho bộ phim này. Guillermo del Toro từ chối cơ hội đạo diễn bộ phim để chỉ đạo Hellboy II: The Golden Army. Terry Gilliam là lựa chọn cá nhân của Rowling để chỉ đạo Hòn đá Phù thủy. Khi được hỏi liệu anh ấy có cân nhắc làm đạo diễn cho một bộ phim sau này hay không, Gilliam nói, "Warner Bros. đã có cơ hội lần đầu tiên và họ đã thổi bay nó." Yates vẫn đang làm việc trong Hội Phượng hoàng khi ông được tiếp cận để chỉ đạo Hoàng tử lai. Các nhà sản xuất hài lòng với hướng đi của ông và được yêu cầu bắt đầu tiền sản xuất trong quá trình tiếp thị của người cũ.
Radcliffe và Grint ban đầu do dự khi tiếp tục, nhưng đã đồng ý thực hiện lại vai trò của họ. Emma Watson đã cân nhắc việc không quay lại bộ phim, với lý do sợ bị đánh máy, nhưng cuối cùng quyết định rằng "điểm cộng nhiều hơn điểm yếu" và không thể chịu đựng được khi thấy bất kỳ ai khác đóng vai Hermione. Nicholas Hooper trở lại soạn nhạc; ông bao gồm việc làm lại "Hedwig's Theme" của John Williams, đã tái diễn trong tất cả các bộ phim. Các thành viên khác như nhà thiết kế trang phục Jany Temime, hiệu ứng hình ảnh giám sát Tim Burke, nhà thiết kế hiệu ứng trang điểm và sinh vật Nick Dudman, và giám sát hiệu ứng đặc biệt John Richardson tiếp tục thực hiện bộ phim này. Yates và Heyman đã lưu ý rằng một số sự kiện của Harry Potter và Bảo bối Tử thần đã ảnh hưởng đến kịch bản của Hoàng tử lai.
Christian Coulson, người đóng vai Tom Riddle thời trẻ trong Phòng chứa bí mật, bày tỏ sự quan tâm đến việc trở lại với vai diễn trong các phân cảnh hồi tưởng; nhưng Yates trả lời rằng Coulson đã quá tuổi (gần 30) để có thể nhập vai. Thomas James Longley là sự lựa chọn ban đầu để đảm nhận vai diễn này, nhưng Riddle cuối cùng được đóng bởi Hero Fiennes-Tiffin khi còn nhỏ và Frank Dillane khi còn là một thiếu niên. Helen McCrory xuất hiện trong vai Narcissa Malfoy, mẹ của Draco và em gái của Bellatrix. McCrory ban đầu được chọn vào vai Bellatrix trong Hội Phượng hoàng, nhưng phải từ bỏ vì mang thai. Naomi Watts trước đó đã được thông báo là đã nhận vai, chỉ vì nó đã bị công ty quản lý của cô từ chối.
Cả Clémence Poésy và Chris Rankin, người từng đóng vai Fleur Delacour và Percy Weasley, đều muốn quay lại, nhưng không xuất hiện trong phim. Sau khi Bill Nighy bày tỏ mong muốn được xuất hiện, Yates xác nhận rằng Nighy sẽ là lựa chọn đầu tiên của anh cho vai trò Bộ trưởng Bộ Pháp thuật Rufus Scrimgeour. Nhân vật của Scrimgeour cuối cùng đã bị cắt khỏi bộ phim, nhưng Nighy xuất hiện với vai diễn trong Bảo bối Tử thần. Warner Bros và MSN cũng phát chương trình đố vui trực tuyến Hội Phượng hoàng, với giải thưởng là một phần đi bộ trong Hoàng tử lai.

### Trường quay

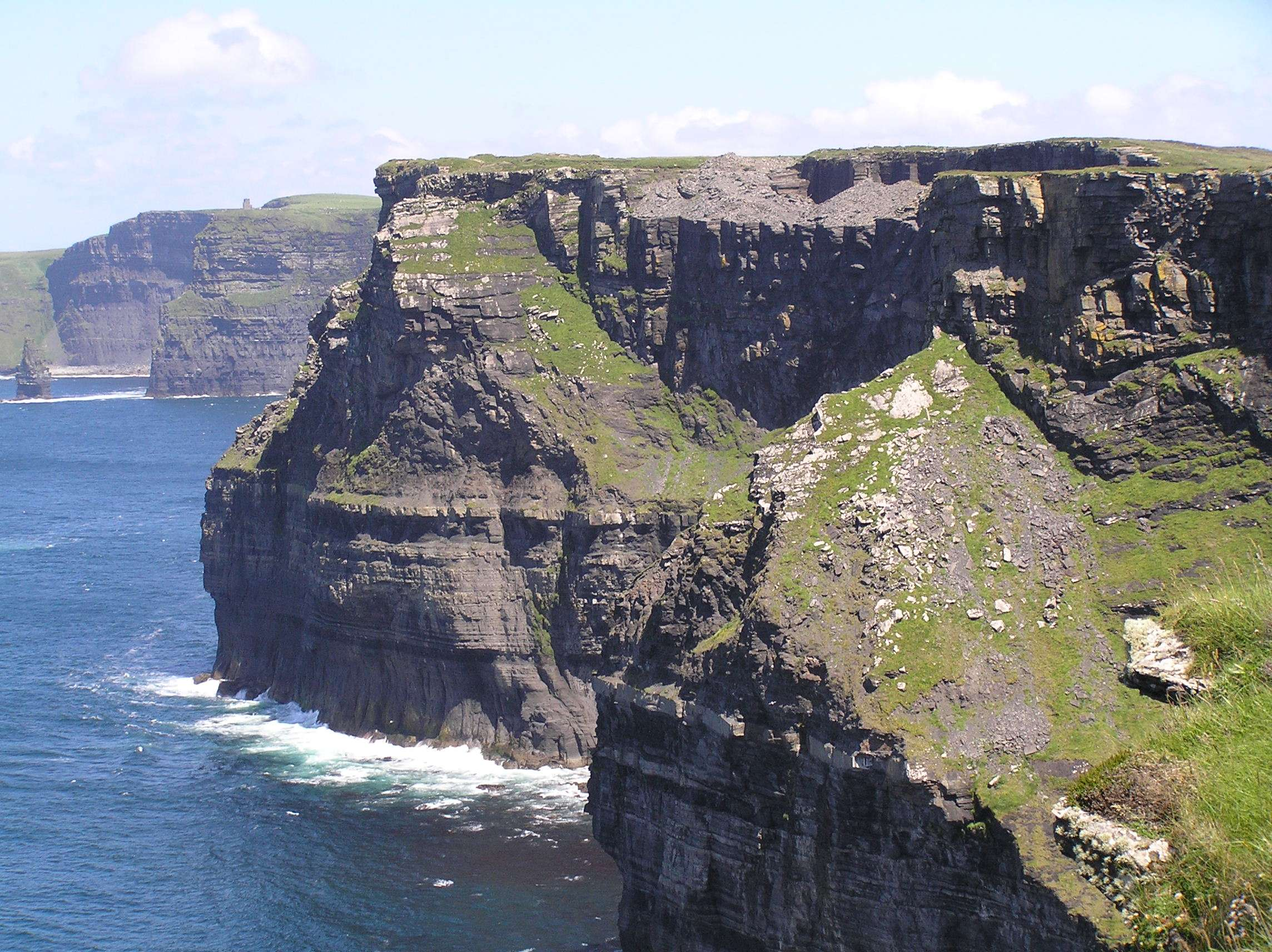
Vách đá Moher đã được sử dụng làm phía ngoài của Hang động Trường sinh linh giá.

Stuart Craig, nhà thiết kế sản xuất của 5 bộ phim đầu tiên, đã ở lại thiết kế tất cả các bộ trong Hoàng tử lai. Một số bộ mới đã được giới thiệu, bao gồm trại trẻ mồ côi của Tom Riddle, Tháp Thiên văn và hang động. Craig lưu ý rằng bộ phim sử dụng một số bộ CGI , đáng chú ý là nội thất của hang động nơi cả Harry và Dumbledore đều đi săn Trường sinh linh giá. Ngoại cảnh của bối cảnh được quay tại Vách đá Moher ở phía tây Ireland, địa điểm duy nhất được quay bên ngoài Vương quốc Anh xuyên suốt loạt phim. Bên trong hang động được tạo thành từ các thành tạo tinh thể hình học. Radcliffe nói rằng cảnh quay mất từ ba đến bốn tháng để chuẩn bị. Một số trường học của trường Hogwarts đã bị gỡ xuống sau khi quay phim, vì chúng sẽ không được sử dụng cho phần phim sau.

### Quay phim
Trước khi quá trình quay phim bắt đầu, người ta tin rằng việc quay phim có thể chuyển từ Vương quốc Anh, nơi tất cả các bộ phim trước đó đều được quay. Phi hành đoàn cũng đã thám thính quanh Cape Wrath ở Scotland, để sử dụng trong cảnh hang động. Việc quay phim quay trở lại Glen Coe và Glenfinnan, cả hai đều đã xuất hiện trong các phần phim trước, để bảo tồn tính liên tục của cảnh quan.
Sau một tuần diễn tập, phần chụp ảnh chính bắt đầu vào ngày 24 tháng 9 năm 2007 và kết thúc vào ngày 17 tháng 5 năm 2008. Radcliffe, Gambon và Broadbent bắt đầu bấm máy vào cuối tháng 9 năm 2007. Các diễn viên khác bắt đầu muộn hơn nhiều: Grint đã không bắt đầu cho đến tháng 11 năm 2007; Watson bắt đầu vào tháng 12 năm 2007, Rickman và Leung vào tháng 1 năm 2008, và Bonham Carter vào tháng 2 năm 2008.
Vào cuối tuần ngày 6 tháng 10 năm 2007, đoàn làm phim đã quay những cảnh liên quan đến tàu tốc hành Hogwarts trong môi trường sương mù và sương mù ở Fort William, Scotland. Một loạt cảnh ban đêm được quay tại làng Lacock và các tu viện ở Lacock Abbey trong ba đêm bắt đầu từ ngày 25 tháng 10 năm 2007. Quá trình quay phim diễn ra từ 5 giờ chiều đến 5 giờ sáng hàng ngày, và cư dân trên phố được yêu cầu tắt điện cửa sổ của họ với rèm tối. Các báo cáo trên phim trường chỉ ra rằng cảnh chính được quay là chuyến thăm của Harry và Dumbledore đến nhà của Slughorn. Quá trình quay phim tiếp theo diễn ra tại ga tàu Surbiton vào tháng 10 năm 2007, tại Nhà thờ Gloucester , nơi bộ phim đầu tiên và thứ hai được quay vào tháng 2 năm 2008, và tại Cầu Thiên niên kỷ ở London vào tháng 3 năm 2008.

### Kỹ thuật quay phim
Do nhà quay phim Bruno Delbonnel sử dụng kỹ thuật khử nét và khăn lau mềm ở cấp độ kỹ thuật số, Warner Bros. đã yêu cầu đạo diễn David Yates thêm nhiều màu sắc vào phim. Yates không muốn làm mất đi "cái nhìn rất châu Âu" của bộ phim, nhưng sau khi chỉnh sửa lại bức ảnh, anh ấy nói: "Đó không phải là những gì bạn muốn, nhưng chúng tôi hài lòng với nó." Sau năm phút xem phim, hãng phim hài lòng với những thay đổi. Trong một cuộc phỏng vấn với Total Film , Yates nói rằng sự lựa chọn góc quay, những cảnh cận cực kỳ và nhịp độ của các cảnh đã làm cho bộ phim trở nên "vô cùng phong phú".
Một trong những thách thức lớn đối với Delbonnel là ánh sáng của bộ phim. Trong một cuộc phỏng vấn với Viện hàn lâm , Delbonnel nói rằng ông không muốn thay đổi hiệu ứng ánh sáng được sử dụng trong các bộ phim trước, và cuối cùng quyết định cung cấp cho nó một biến thể màu xám tối hơn, buồn bã hơn. Yates và các nhà sản xuất khác đã ủng hộ hiệu ứng mới này, và anh ấy đã tiếp tục với nó. Đề cập đến cảnh hang động, Delbonnel nói, "Tôi muốn có một số loại 'năng động' với ánh sáng. Tôi nghĩ sẽ thú vị và ấn tượng hơn nếu ánh sáng lơ lửng, xung quanh khuôn mặt các nhân vật: đôi khi chiếu sáng họ, đôi khi che giấu chúng một cách rất ngẫu nhiên và không thể đoán trước được".

### Hiệu ứng hình ảnh
Những cảnh mở đầu về cuộc tấn công của Tử thần Thực tử vào Hẻm Xéo và London được tạo ra bởi Double Negative, dẫn đầu bởi giám sát VFX Paul Franklin. Double Negative đã dành sáu tháng để khảo sát và ghi lại môi trường xung quanh sông Thames và Quảng trường Trafalgar để tạo ra khung cảnh ngất ngây của thành phố. Double Negative cũng đóng góp vào chuỗi Pensieve, phát triển các mô phỏng chất lỏng có hướng phức tạp để nhận ra thế giới xoáy của ký ức và quá khứ.
Tim Burke và Tim Alexander là giám sát hiệu ứng hình ảnh cho phần còn lại của bộ phim. Tim Alexander cho biết, việc hoàn thành cảnh bọn Âm binh tấn công mất vài tháng. Anh ấy nói rằng cảnh này táo bạo và đáng sợ hơn nhiều so với những bộ phim trước, và đạo diễn Yates muốn tránh làm cho họ trông giống như thây ma. Về việc phân biệt chúng, anh ấy nhận xét, "Rất nhiều trong số đó phụ thuộc vào chuyển động của chúng - chúng không di chuyển nhanh, nhưng chúng không di chuyển thực sự chậm hoặc rên rỉ và rên rỉ. Chúng tôi đã kết thúc với một phong cách rất thực tế." Ông cũng lưu ý rằng Âm binh gầy hơn zombie, úng nước và xám.
Về vòng lửa của Dumbledore để chống lại bọn Âm binh, ông nói thêm rằng nghiên cứu đã được thực hiện trên núi lửa nóng chảy, trong số các tài liệu tham khảo khác. Anh ấy nói, "Nhóm hiệu ứng hình ảnh đã mô phỏng sáu thông số lửa này: gợn sóng nhiệt, khói, độ nổi, độ nhớt, độ mờ và độ sáng." Vì cảnh quay này rất tốn thời gian, nghệ sĩ đồ họa máy tính Chris Horvath đã dành tám tháng để tìm ra cách nhanh hơn để khơi gợi ngọn lửa. Cuối cùng, hiệu ứng cuối cùng sẽ trông như thể ai đó phun propan và sau đó đốt nó lên.

### Âm nhạc
Phần nhạc của phim được sáng tác bởi Nicholas Hooper, người cũng đã soạn nhạc cho Harry Potter và Hội Phượng hoàng . Nhạc phim được phát hành trên định dạng Audio CD vào ngày 14 tháng 7 năm 2009, một ngày trước khi bộ phim được công chiếu tại các rạp chiếu phim.
Album ra mắt ở vị trí thứ hai mươi chín trên bảng xếp hạng Billboard 200, do đó trở thành nhạc phim có thứ hạng cao nhất trong số sáu nhạc phim đã phát hành. Nó đã được đề cử cho Giải Grammy 2010 cho Album nhạc phim có điểm số hay nhất cho Điện ảnh, Truyền hình hoặc Phương tiện Trực quan khác.

## Những điểm khác so với sách
Hoàng tử lai đã thêm hoặc thay đổi một số sự kiện trong quy điển văn học. Cuốn sách bắt đầu với một cảnh liên quan đến Thủ tướng Muggle. Yates và phi hành đoàn đã tranh luận về cảnh này, cũng như việc đưa Rufus Scrimgeour vào. Cuối cùng, họ đã sửa đổi phần bắt đầu của bộ phim để thay vào đó bao gồm các sự kiện được mô tả nhưng không thấy trong sách.  Yates nghĩ rằng nó sẽ mang lại cho khán giả cảm giác về những gì mà Tử thần Thực tử đang làm nếu họ cho thấy sự sụp đổ của Cầu Thiên niên kỷ thay vì chỉ mô tả nó một cách đơn giản (như đã làm với Cầu Brockdale trong sách). Như với Chiếc cốc lửa, những cảnh có nhà Dursley đã bị cắt, điều mà Steve Kloves đã làm để "phá vỡ khuôn mẫu". Bối cảnh khác của Tom Riddle đã bị loại bỏ, chẳng hạn như Gaunts , vì họ cảm thấy việc tập trung vào Riddle khi còn nhỏ là quan trọng hơn, và một cảnh hành động bổ sung tại Hang Sóc đã được thêm vào để phù hợp với tông màu của loạt phim. Yates cảm thấy rằng họ cần "tiêm thuốc vào sự nguy hiểm và nguy hiểm", và nếu không có nó, sẽ có quá nhiều hài hước và nhẹ nhàng. Một cảnh chiến đấu nhỏ ở Hogwarts xảy ra trong phần cuối của cuốn sách cũng bị cắt; Heyman nhận xét rằng nó đã bị loại bỏ để "[tránh] lặp lại" với bản chuyển thể sắp tới của Trận chiến Hogwarts trong Bảo bối Tử thần. Đám tang của cụ Dumbledore đã bị loại bỏ vì người ta tin rằng nó không phù hợp với phần còn lại của bộ phim.

## Phát hành

### Tiếp thị
Warner Bros. đã chi khoảng 155 triệu USD để tiếp thị và phân phối bộ phim. Hai đĩa DVD phiên bản đặc biệt dành cho Harry Potter và Hội Phượng hoàng chứa hai đoạn lén của bộ phim, trong khi phiên bản Hoa Kỳ có thêm một đoạn clip. Đoạn giới thiệu đầu tiên cho bộ phim, với độ dài 15 giây, đã được trình chiếu cùng với bản phát hành IMAX của The Dark Knight. Đoạn giới thiệu đầu tiên đầy đủ của Hoa Kỳ được phát hành vào ngày 29 tháng 7 trên trang web Moviefone của AOL. Một đoạn giới thiệu quốc tế được phát hành vào ngày 26 tháng 10 và một đoạn giới thiệu teaser khác được phát hành sau đó. Một đoạn giới thiệu khác đã được chiếu trên đài truyền hình Nhật Bản Fuji TV trong buổi chiếu phim Harry Potter và Chiếc cốc lửa vào ngày 18 tháng 1 năm 2009. Các cảnh trong phim được phát sóng trong cuộc chạy marathon Harry Potter của ABC Family, diễn ra giữa 5 đến ngày 7 tháng 12 năm 2008. Vào ngày 5 tháng 2 năm 2009, ba tấm áp phích quảng cáo đầu tiên được phát hành, có hình Dumbledore và Harry. Vào ngày 5 tháng 3 và ngày 16 tháng 4 năm 2009, các đoạn giới thiệu mới được phát hành bởi Warner Bros.
Cũng như các bộ phim trước, EA Games đã sản xuất một trò chơi điện tử dựa trên bộ phim. Vào ngày 10 tháng 3 năm 2009, người ta thông báo rằng sẽ có nhạc phim trò chơi điện tử, được phát hành vào ngày 17 tháng 3 năm 2009. Vào ngày 27 tháng 3, sáu áp phích nhân vật được phát hành: Harry, Dumbledore, Ron, Hermione, Draco và Snape. Một phiên bản tiếng Nhật của đoạn giới thiệu quốc tế đã được phát hành cùng với phiên bản gốc vào ngày 10 tháng 4. Vào ngày 8 tháng 5, The CWđã phát sóng một đoạn TV dài 30 giây, tập trung vào khía cạnh lãng mạn của bộ phim. Vào ngày 20 tháng 5, đoạn clip đầu tiên của bộ phim được phát hành trên trang web chính thức của The Ellen DeGeneres Show, cho thấy Ron có tình yêu sét đánh. Một đoạn clip khác của bộ phim, cho thấy cụ Dumbledore đến thăm trại trẻ mồ côi của Tom Riddle, được phát hành vào ngày 31 tháng 5 năm 2009, tại Lễ trao giải MTV.

### Rạp chiếu
Bộ phim được phát hành tại nhiều quốc gia vào ngày 15 tháng 7 năm 2009. Ban đầu nó được ấn định phát hành vào ngày 21 tháng 11 năm 2008, nhưng đã bị lùi lại 8 tháng đến ngày 17 tháng 7, mặc dù đã hoàn thành. Giám đốc điều hành của Warner Bros., Alan F. Horn , lưu ý rằng động thái này nhằm "đảm bảo cho hãng phim có một bộ phim bom tấn mùa hè năm 2009", trong khi các bộ phim khác bị trì hoãn do cuộc đình công của Hiệp hội Nhà văn Mỹ năm 2007–08. Thành công phòng vé của các phim mùa hè của WB là Harry Potter và Hội Phượng hoàng và The Dark Knight cũng thúc đẩy quyết định này. Một giám đốc hãng phim đối thủ giấu tên nói với Entertainment Weekly cho rằng động thái này là để "ngăn lợi nhuận năm sau giảm sút nghiêm trọng sau thành công phi thường của The Dark Knight", vì "họ không cần tiền trong năm nay nữa." Dan Fellman, trưởng bộ phận phân phối của WB, nói rằng hãng phim đã cân nhắc việc thay đổi ngày từ ba đến bốn tuần trước khi thông báo, nhưng đã cân nhắc nghiêm túc một tuần trước khi họ đi đến quyết định cuối cùng. Ba tháng trước khi phát hành vào tháng 7, ngày chiếu lại được thay đổi 2 ngày từ 17 đến 15 tháng 7, vì vậy phim có thể khởi chiếu vào thứ Tư như hầu hết các phim mùa hè đình đám.
Việc thay đổi ngày tháng đã vấp phải phản ứng tiêu cực từ những người hâm mộ Harry Potter, như Los Angeles Times đã lưu ý: "Các yêu cầu đã được lan truyền, những tin đồn đã bay và những tin đồn giận dữ đã được đăng tải trên các trang web trong vòng vài phút sau thông báo hôm thứ Năm." Động thái này đã bị chế giễu bởi Entertainment Weekly, tờ báo có Hoàng tử lai trên trang bìa trên "Fall Preview Issue". Mặc dù từng thuộc sở hữu của Time Warner Inc., Entertainment Weekly không hề hay biết về sự thay đổi này cho đến khi nó được WB thông báo công khai và lưu ý rằng độc giả giờ đây sẽ sở hữu một "bộ sưu tập Dewey Defeats Truman". Vài ngày sau thông báo, Horn đã đưa ra một tuyên bố để đáp lại "số lượng lớn sự thất vọng" của những người hâm mộ bộ truyện. Sau sự thay đổi ngày tháng, vị trí phát hành của Half-Blood Prince đã được đảm nhận bởi Twilight của Summit Entertainment và Bolt của Walt Disney Pictures.
Bộ phim thứ sáu được phát hành đồng thời tại các rạp chiếu phim thông thường và IMAX 3D ở khắp mọi nơi, trừ Hoa Kỳ, do một thỏa thuận mâu thuẫn trong đó Transformers: Revenge of the Fallen đã được đưa ra thời lượng bốn tuần tại IMAX ở quốc gia đó. Do đó, phiên bản IMAX 3D của bộ phim đã được phát hành vào ngày 29 tháng 7 năm 2009 tại đó. Bộ phim đã được chọn để trình chiếu tại Buổi biểu diễn Phim Hoàng gia năm 2008 vào ngày 17 tháng 11 nhưng không được trình chiếu. Giám đốc điều hành Quỹ từ thiện điện ảnh và truyền hình Peter Hore lưu ý rằng ông "rất thất vọng" với quyết định của Warner Bros.
Với thời lượng 153 phút (2 giờ 33 phút và 28 giây), Hoàng tử lai là bộ phim dài thứ ba trong loạt phim, sau Phòng chứa bí mật (161 phút) và Chiếc cốc lửa (157 phút).

### Phương tiện tại gia
Giống như các bộ phim trước, phiên bản đặc biệt 1 đĩa và 2 đĩa cho bộ phim đã được phát hành trên Blu-ray dưới dạng bản sao kỹ thuật số và DVD vào ngày 7 tháng 12 năm 2009 tại Vương quốc Anh và ngày 8 tháng 12 năm 2009 tại Hoa Kỳ. Blu-ray và DVD bao gồm một đoạn phim dài 11 phút 38 giây trên công viên giải trí mini Wizarding World of Harry Potter mới, mở cửa vào ngày 18 tháng 6 năm 2010 tại Islands of Adventure ở Orlando, Florida. Chúng cũng bao gồm các cảnh đã bị xóa, với thời lượng 6 phút 31 giây, và một đoạn phim lén của bộ phim Harry Potter tiếp theo, Harry Potter và Bảo bối Tử thần – Phần 1 (2010). Blu-ray và DVD của phim cũng được phát hành ở Ấn Độ, Philippines, Nam Phi, Cộng hòa Séc và Israel vào ngày 16 tháng 11 năm 2009. Các phiên bản Blu-ray và DVD hai đĩa ở Bắc Mỹ bao gồm một bản sao kỹ thuật số của Bộ phim.
Tại Vương quốc Anh, bản phát hành DVD trở thành DVD bán chạy nhất trong năm, với ước tính 840.000 bản phim đã được bán trong vài giờ. Tại Hoa Kỳ, DVD đã ra mắt mạnh mẽ ở vị trí số một trên cả thị trường DVD và Blu-ray, đánh bại mọi đối thủ cạnh tranh với doanh số 4.199.622 bản. Doanh số bán DVD và Blu-ray trên toàn thế giới của bộ phim cho thấy đây là bộ phim bán chạy nhất năm 2009. Vào ngày 14 tháng 6 năm 2011, Ultimate Edition đã được phát hành đồng thời với Ultimate Edition của phim Hội Phượng hoàng trên cả Blu-ray và DVD, chứa các tính năng thưởng mới, phim tài liệu và các bộ sưu tập.

### Tại Việt Nam
Harry Potter và Hoàng tử lai công chiếu tại Việt Nam ngày 24 tháng 7 năm 2009. Chỉ mới ngày đầu công chiếu, bộ phim đã bán được 11.000 vé tính riêng tại Tp. Hồ Chí Minh. Phim được Tri Viet Media được mua bản quyền và phát sóng ngày 14 tháng 3 năm 2014 với phiên bản lồng tiếng Việt. Năm 2022 phim được chiếu vào ngày 22 tháng 1 với phiên bản thuyết minh tiếng Việt trên kênh Cartoon Network. Phim dự kiến được CJ CGV Vietnam tái phát hành tại các rạp chiếu từ ngày 2 tháng 12 năm 2022.

## Đón nhận

### Phòng vé
Với kinh phí ước tính khoảng 250 triệu USD, đây là một trong những bộ phim tốn kém nhất từng được thực hiện và là bộ phim tốn kém nhất trong loạt phim Harry Potter. Doanh số bán vé trước trên Fandango.com cho biết Hoàng tử lai đã vượt qua doanh số bán vé trước cho Transformers 2 tại cùng thời điểm trong các chu kỳ bán. Nó cũng nằm trong 25 người bán trước hàng đầu mọi thời đại của MovieTickets.com.
Harry Potter và Hoàng tử lai đã phá kỷ lục lúc bấy giờ về suất chiếu lúc nửa đêm lớn nhất, kiếm được 22,8 triệu đô la tại 3.000 rạp chiếu phim; The Twilight Saga: Trăng non đạt doanh thu cao nhất với 26,3 triệu USD trong tháng 11. Hoàng tử lai ra mắt vào cùng khung giờ thứ Tư mà Harry Potter và Hội Phượng hoàng đã làm vào năm 2007. Doanh thu phòng vé của bộ phim kết thúc vào ngày 17 tháng 12 năm 2009.
Bộ phim đã mở ở 4.325 rạp chiếu phim (tăng lên 4.455 rạp ba tuần sau đó, trở thành số rạp chiếu phim lớn nhất cho đến khi The Twilight Saga: Nhật thực vượt qua nó với 4.468 rạp chiếu phim vào năm 2010); và thu về 58,2 triệu đô la trong ngày đầu công chiếu, đứng đầu phòng vé Hoa Kỳ và Canada, doanh thu mở màn vào thứ Tư cao thứ ba mọi thời đại sau Transformers: Revenge of the Fallen và The Twilight Saga: Nhật thực. Đây cũng là tổng doanh thu trong một ngày cao thứ mười chín mọi thời đại và cao thứ ba đối với một bộ phim trong loạt phim Harry Potter sau 91,1 triệu đô la của Harry Potter và Bảo bối Tử thần – Phần 2 và Harry Potter và Bảo bối Tử thần – Phần 1, phim thu về 61,1 triệu USD. Phim kiếm được thêm 46 triệu đô la ở nước ngoài với tổng số 104 triệu đô la trên toàn thế giới, phá vỡ kỷ lục về doanh thu cao nhất trong một ngày trên toàn thế giới, trước đó do The Dark Knight nắm giữ. Đến ngày 20 tháng 7, bộ phim đã thu về 158,7 triệu đô la ở Mỹ và 236 triệu đô la từ 85 thị trường khác, với tổng số tiền trên toàn thế giới là 394,7 triệu đô la. Điều này đã phá vỡ kỷ lục doanh thu năm ngày mở màn lớn nhất trên toàn thế giới, vượt qua 381 triệu đô la của Người Nhện 3. Tại Hoa Kỳ, nó đã vượt qua tất cả những người tiền nhiệm của nó với một biên độ rộng, đạt được mức mở cửa lớn thứ sáu từ trước đến nay trong năm ngày ở quốc gia đó. Phim đã giữ kỷ lục này trên toàn thế giới trong hai năm cho đến khi đứng đầu là Bảo bối Tử thần – Phần 2(483,2 triệu USD). Tại Vương quốc Anh, bộ phim thu về 19,75 triệu bảng Anh (tương đương khoảng 38,13 triệu đô la), doanh thu mở màn cao nhất cho cả loạt phim và bản phát hành năm 2009. Kết thúc doanh thu phòng vé ở Mỹ và Canada của bộ phim, tổng doanh thu bán vé của phim là $ 302,3 triệu; khiến nó trở thành bộ phim thành công thứ ba trong loạt phim, sau Harry Potter và Bảo bối Tử thần – Phần 2 và Harry Potter và Hòn đá Phù thủy, cũng như là bộ phim có doanh thu cao thứ ba trong năm 2009 trong số này các khu vực đằng sau Avatarvà Transformers: Revenge of the Fallen. Như tất cả các phim trước trong loạt phim, Hoàng tử lai tỏ ra cực kỳ thành công trên toàn cầu với tổng doanh thu ước tính ngoài Hoa Kỳ là 632,1 triệu đô la, tổng cộng khoảng 934,5 triệu đô la trên toàn thế giới. Đây là bộ phim có doanh thu cao thứ hai trong năm 2009, sau Avatar. Đây là bộ phim có doanh thu cao thứ năm trong loạt phim, sau Hòn đá Phù thủy, cả hai phần Bảo bối Tử thần và Hội Phượng hoàng. Đây từng là bộ phim có doanh thu cao thứ tám mọi thời đại.
Tại Nam Phi, phim mở màn với vị trí quán quân, thu về $ 789.176; nó duy trì vị trí số một trong tuần thứ hai, với tổng doanh thu là 242.336 đô la. Tại Úc, bộ phim đã phá kỷ lục với doanh thu ra mắt là 11.492.142 đô la. Mở đầu ở vị trí số một, nó duy trì tuần thứ hai ở vị trí số một với tổng doanh thu $ 5,278,096 (giảm 54%), và thu về tổng số $ 24,208,243. Tại Pháp, bộ phim ra mắt với $ 20,541,239 từ 949 rạp chiếu phim. Tại Nhật Bản, bộ phim giữ vị trí đầu bảng xếp hạng doanh thu phòng vé cho đến khi Kamen Rider Decade: All Riders vs. Dai-Shocker phát hành, chiếm vị trí đầu bảng trong tuần đầu tiên công chiếu.

### Phê bình
Trên trang tổng hợp đánh giá Rotten Tomatoes, bộ phim có tỷ lệ phê duyệt 84% dựa trên 280 bài phê bình, với điểm đánh giá trung bình là 7,1 / 10. Sự đồng thuận phê bình của trang web cho biết: "Đen tối, ly kỳ và đôi khi khá hài hước, Harry Potter và Hoàng tử lai cũng gây ấn tượng mạnh về mặt hình ảnh và thỏa mãn về mặt cảm xúc." Trên Metacritic, bộ phim có điểm số trung bình có trọng số là 78/100 dựa trên 36 nhà phê bình, cho thấy "các bài đánh giá nói chung là thuận lợi". Phim đạt 87 điểm từ các nhà phê bình chuyên nghiệp tại Hiệp hội phê bình phim truyền hình ; đây là bộ phim Harry Potter đầu tiên nhận được chứng nhận Sự lựa chọn của nhà phê bình. Khán giả do CinemaScore khảo sát đã cho điểm trung bình của phim là "A−" trên thang điểm từ A + đến F.
Bài đánh giá đầu tiên về bộ phim được đưa ra ba tuần trước khi phát hành chính thức: Paul Dergarabedian của Hollywood.com đã xếp bộ phim với bộ ba phim Chúa tể của những chiếc nhẫn và gọi bộ phim là một ứng cử viên giải Oscar. Ông đánh giá cao màn trình diễn của Sir Michael Gambon, Alan Rickman và Daniel Radcliffe. Ông nhận xét, " Harry Potter và Hoàng tử lai là một tour du lịch kết hợp giữa phong cách và chất, hiệu ứng đặc biệt và trái tim và quan trọng nhất là màn trình diễn tuyệt vời của tất cả các diễn viên trẻ và không quá trẻ". Một bài đánh giá ban đầu khác đến từ Devin Faraci của tờ báo lá cải Anh Quốc Chud.com , người đã gọi bộ phim là hay nhất trong loạt phim Harry Potter, và cả trong năm.
Andrew Pulver của The Guardian đã đưa ra một đánh giá tích cực, cho điểm 3,5 trên 5 sao. Todd McCarthy của tạp chí thương mại Variety nói rằng bộ phim "được làm rất tốt" và "ít huyền ảo hơn so với các tác phẩm trước đó". Ông khen ngợi màn trình diễn của Alan Rickman, mô tả Helena Bonham Carter là "mê hoặc", và Jim Broadbent là "giáo sư già lập dị vĩ đại". Tim Masters của BBC News ca ngợi kỹ thuật quay phim, hiệu ứng hình ảnh, thiết kế sản xuất, diễn xuất và cốt truyện đen tối của bộ phim. Kirk Honeycutt của The Hollywood Reporter cảm thấy nửa đầu của bộ phim khá "giật cục và bùng nổ", nhưng đến nửa sau, bộ phim đã tìm được bước tiến tốt hơn. Ông cũng khen ngợi sáng tác của Nicholas Hooper, kỹ thuật quay phim của Bruno Delbonnel và thiết kế bối cảnh của Stuart Craig. Chris Tilly của IGN UK nhận xét về thời lượng của bộ phim, nói rằng "đôi khi nó kéo dài, thời gian chạy 153 phút không bao giờ cảm thấy quá dài, nhờ một phần không nhỏ vào hình ảnh đáng kinh ngạc và (phần lớn) tuyệt vời "và cảm thấy rằng đây là bộ phim hay nhất trong loạt phim.
Tuy nhiên, Dave Golder của Tạp chí SFX nhận thấy một số khía cạnh của bộ phim là một sự thất vọng, chủ yếu là do số lượng lớn cơ hội mà đạo diễn và nhà biên kịch đã hy sinh để dành "phần lớn bộ phim cho các tình tiết phụ của Harry và những người bạn thời niên thiếu của anh ấy. , "nhưng tuy nhiên, bộ phim nhận được sự thích thú lớn, khen ngợi màn trình diễn của Broadbent và Rickman. Screen Daily nhận xét, "David Yates và nhóm của ông ấy phải vật lộn để biến cuốn sách dày 608 trang của J. K. Rowling thành một trải nghiệm điện ảnh ly kỳ nhất quán", nhưng khen ngợi việc quay một số cảnh và diễn xuất của Bonham Carter. David Stratton, Margaret and David at the Movies, đã cho bộ phim 2,5 trên 5 sao có thể có, nhận xét "Đối với những người không đọc [của loạt phim Harry Potter], các bộ phim giờ đây không thể hiểu nổi", và rằng bộ phim "hơi tẻ nhạt" và "nói chung là kém thú vị trực quan hơn so với những người tiền nhiệm của nó. " Tuy nhiên, ông khen ngợi diễn xuất của Sir Gambon và Broadbent.

### Giải thưởng
Bộ phim đã được đề cử Giải BAFTA về Thiết kế Sản xuất và Hiệu ứng Hình ảnh, và nằm trong danh sách dài của năm hạng mục khác, bao gồm Nam diễn viên phụ xuất sắc nhất cho Alan Rickman. Bruno Delbonnel được đề cử cho Giải thưởng Hàn lâm cho Quay phim xuất sắc nhất tại Lễ trao giải Oscar lần thứ 82. Phim cũng là một trong bảy ứng cử viên cuối cùng cho Hiệu ứng hình ảnh xuất sắc nhất. Hoàng tử lai là bộ phim duy nhất trong loạt phim được đề cử cho giải Quay phim xuất sắc nhất tại Lễ trao giải Oscar.
| Award                                    | Category                                                                             | Result    | Recipient                                                | Source  |
| ---------------------------------------- | ------------------------------------------------------------------------------------ | --------- | -------------------------------------------------------- | ------- |
| 2009 Academy Awards                      | Best Cinematography                                                                  | Đề cử     | Bruno Delbonnel                                          | [ 147 ] |
| 2009 Art Directors Guild Award           | Excellence in Production Design For a Feature Film                                   | Đề cử     | Stuart Craig                                             | [ 149 ] |
| 2011 BAFTA Awards                        | Best Production Design                                                               | Đề cử     | Stuart Craig Stephenie McMillan                          | [ 145 ] |
| 2011 BAFTA Awards                        | Best Special Visual Effects                                                          | Đề cử     | John Richardson Tim Burke Tim Alexander Nicolas Aithadi  | [ 145 ] |
| 2011 BAFTA Britannia Awards              | Artistic Excellence in Directing                                                     | Đoạt giải | David Yates (for Harry Potter films 5–8)                 | [ 150 ] |
| 31st BAFTA Kids' Vote                    | Best Film                                                                            | Đề cử     | Harry Potter and the Half-Blood Prince                   | [ 151 ] |
| 2009 Digital Spy Movie Award             | Best Family Film                                                                     | Đoạt giải | Harry Potter and the Half-Blood Prince                   | [ 152 ] |
| 2010 Golden Reel Award                   | Best Sound Editing: Sound Effects, Foley, Dialogue and ADR in a Foreign Feature Film | Đề cử     | Harry Potter and the Half-Blood Prince                   | [ 153 ] |
| 2010 Grammy Award                        | Best Score Soundtrack Album For Motion Picture                                       | Đề cử     | Nicholas Hooper                                          | [ 57 ]  |
| 2010 IFTA Award                          | Best Supporting Actor                                                                | Đề cử     | Michael Gambon                                           | [ 154 ] |
| 2009 IGN                                 | Best Fantasy Movie                                                                   | Đoạt giải | Harry Potter and the Half-Blood Prince                   | [ 155 ] |
| 2010 MTV Movie Awards                    | Best Movie                                                                           | Đề cử     | Harry Potter and the Half-Blood Prince                   | [ 156 ] |
| 2010 MTV Movie Awards                    | Best Female Performance                                                              | Đề cử     | Emma Watson                                              | [ 156 ] |
| 2010 MTV Movie Awards                    | Best Male Performance                                                                | Đề cử     | Daniel Radcliffe                                         | [ 156 ] |
| 2010 MTV Movie Awards                    | Best Villain                                                                         | Đoạt giải | Tom Felton                                               | [ 156 ] |
| 2010 MTV Movie Awards                    | Best Global Superstar                                                                | Đề cử     | Daniel Radcliffe                                         | [ 156 ] |
| 2010 National Movie Awards               | Best Family Movie                                                                    | Đoạt giải | Harry Potter and the Half-Blood Prince                   | [ 157 ] |
| 2010 National Movie Awards               | Best Performance                                                                     | Đề cử     | Rupert Grint                                             | [ 157 ] |
| 2010 National Movie Awards               | Best Performance                                                                     | Đề cử     | Daniel Radcliffe                                         | [ 157 ] |
| 2010 National Movie Awards               | Best Performance                                                                     | Đề cử     | Emma Watson                                              | [ 157 ] |
| 2010 People's Choice Awards              | Favorite Movie                                                                       | Đề cử     | Harry Potter and the Half-Blood Prince                   | [ 158 ] |
| 2010 People's Choice Awards              | Favourite Franchise                                                                  | Đề cử     | Harry Potter                                             | [ 158 ] |
| 2010 People's Choice Awards              | Best On-Screen Team                                                                  | Đề cử     | Daniel Radcliffe, Rupert Grint, and Emma Watson          | [ 158 ] |
| 2009 Phoenix Film Critics Society Awards | Best Live Action Family Film                                                         | Đoạt giải | Harry Potter and the Half-Blood Prince                   | [ 159 ] |
| 2010 RAAM Awards                         | Film of the Year                                                                     | Đoạt giải | Harry Potter and the Half-Blood Prince                   | [ 160 ] |
| 2010 RAFA Awards                         | Alan Titchmarsh Show British Film of the Year Award                                  | Đoạt giải | Harry Potter and the Half-Blood Prince                   | [ 161 ] |
| 2010 RAFA Awards                         | Classic FM Film Music of the Year Award                                              | Đoạt giải | Harry Potter and the Half-Blood Prince                   | [ 161 ] |
| 2010 RAFA Awards                         | Best Use of UK Locations in a Film                                                   | Đoạt giải | Harry Potter and the Half-Blood Prince                   | [ 161 ] |
| 2010 RAFA Awards                         | Film of the Year sponsored by The List                                               | Đề cử     | Harry Potter and the Half-Blood Prince                   | [ 161 ] |
| 2009 Satellite Awards                    | Best Motion Picture, Animated or Mixed Media                                         | Đề cử     | Harry Potter and the Half-Blood Prince                   | [ 162 ] |
| 2010 Saturn Awards                       | Best Fantasy Film                                                                    | Đề cử     | Harry Potter and the Half-Blood Prince                   | [ 163 ] |
| 2010 Saturn Awards                       | Best Costume                                                                         | Đề cử     | Jany Temime                                              | [ 163 ] |
| 2010 Saturn Awards                       | Best Production Design                                                               | Đề cử     | Stuart Craig                                             | [ 163 ] |
| 2010 Saturn Awards                       | Best Special Effects                                                                 | Đề cử     | Tim Burke John Richardson Nicholas Aithadi Tim Alexander | [ 163 ] |
| 2009 Scream Award                        | Best Fantasy Film                                                                    | Đề cử     | Harry Potter and the Half-Blood Prince                   | [ 164 ] |
| 2009 Scream Award                        | Best Fantasy Actress                                                                 | Đề cử     | Emma Watson                                              | [ 164 ] |
| 2009 Scream Award                        | Best Fantasy Actor                                                                   | Đề cử     | Daniel Radcliffe                                         | [ 164 ] |
| 2009 Scream Award                        | Best Supporting Actor                                                                | Đề cử     | Rupert Grint                                             | [ 164 ] |
| 2009 Scream Award                        | Best Supporting Actress                                                              | Đề cử     | Evanna Lynch                                             | [ 164 ] |
| 2009 Scream Award                        | Best Villain                                                                         | Đề cử     | Helena Bonham Carter                                     | [ 164 ] |
| 2009 Scream Award                        | Best F/X                                                                             | Đề cử     | Harry Potter and the Half-Blood Prince                   | [ 164 ] |
| 2009 Scream Award                        | Best Sequel                                                                          | Đề cử     | Harry Potter and the Half-Blood Prince                   | [ 164 ] |
| 2009 Scream Award                        | Holy Shit! Scene of the Year                                                         | Đoạt giải | "Death Eaters Attack London" Scene                       | [ 164 ] |
| 2009 Scream Award                        | Best Ensemble                                                                        | Đoạt giải | Harry Potter and the Half-Blood Prince                   | [ 164 ] |
| 2010 SFX Awards                          | Best Film                                                                            | Đoạt giải | Harry Potter and the Half-Blood Prince                   | [ 165 ] |
| 2009 Switch Live Award                   | Favourite Flick                                                                      | Đoạt giải | Harry Potter and the Half-Blood Prince                   | [ 166 ] |
| 2009 Teen Choice Awards                  | Choice Summer Movie: Action Adventure                                                | Đoạt giải | Harry Potter and the Half-Blood Prince                   | [ 167 ] |
| 2010 Teen Choice Awards                  | Choice Movie: Fantasy                                                                | Đề cử     | Harry Potter and the Half-Blood Prince                   | [ 168 ] |
| 2010 Teen Choice Awards                  | Choice Movie Actress: Fantasy                                                        | Đề cử     | Emma Watson                                              | [ 168 ] |
| 2009 VES Awards                          | Outstanding Matte Paintings in a Feature Motion Picture                              | Đề cử     | David Basalla Emily Cobb Tania Richard                   | [ 169 ] |
| 2010 Young Artist Award                  | Best Supporting Actress                                                              | Đề cử     | Evanna Lynch                                             | [ 170 ] |